# Cinéma botswanais
 (juin 2024).
La mise en forme du texte ne suit pas les recommandations de Wikipédia : il faut le « wikifier ».
Les points d'amélioration suivants sont les cas les plus fréquents. Le détail des points à revoir est peut-être précisé sur la page de discussion.
- Les titres sont pré-formatés par le logiciel. Ils ne sont ni en capitales, ni en gras.
- Le texte ne doit pas être écrit en capitales (les noms de famille non plus), ni en gras, ni en italique, ni en « petit »…
- Le gras n'est utilisé que pour surligner le titre de l'article dans l'introduction, une seule fois.
- L'italique est rarement utilisé : mots en langue étrangère, titres d'œuvres, noms de bateaux, etc.
- Les citations ne sont pas en italique mais en corps de texte normal. Elles sont entourées par des guillemets français : « et ».
- Les listes à puces sont à éviter, des paragraphes rédigés étant largement préférés. Les tableaux sont à réserver à la présentation de données structurées (résultats, etc.).
- Les appels de note de bas de page (petits chiffres en exposant, introduits par l'outil «  Source ») sont à placer entre la fin de phrase et le point final[comme ça].
- Les liens internes (vers d'autres articles de Wikipédia) sont à choisir avec parcimonie. Créez des liens vers des articles approfondissant le sujet. Les termes génériques sans rapport avec le sujet sont à éviter, ainsi que les répétitions de liens vers un même terme.
- Les liens externes sont à placer uniquement dans une section « Liens externes », à la fin de l'article. Ces liens sont à choisir avec parcimonie suivant les règles définies. Si un lien sert de source à l'article, son insertion dans le texte est à faire par les notes de bas de page.
- La présentation des références doit suivre les conventions bibliographiques. Il est recommandé d'utiliser les modèles {{Ouvrage}}, {{Chapitre}}, {{Article}}, {{Lien web}} et/ou {{Bibliographie}}. Le mode d'édition visuel peut mettre en forme automatiquement les références.
- Insérer une infobox (cadre d'informations à droite) n'est pas obligatoire pour parachever la mise en page.

Pour une aide détaillée, merci de consulter Aide:Wikification.
Si vous pensez que ces points ont été résolus, vous pouvez retirer ce bandeau et améliorer la mise en forme d'un autre article.
Le cinéma botswanais fait partie des nombreux cinémas nationaux africains, aux côtés du Bénin, de l'Égypte, du Kenya, du Nigeria et de l'Afrique du Sud, entre autres. Le Botswana a une histoire cinématographique qui comprend la production de films avant et après son indépendance.
L'industrie du cinéma au Botswana est parfois surnommée Botswood, à l'instar de Bollywood pour l'industrie cinématographique indienne, "Nollywood" pour l'industrie cinématographique nigériane et Hollywood pour l'industrie cinématographique américaine.

## Histoire ancienne
D'après l'historien Neil Parsons, le plus ancien film enregistré au Botswana remonte à entre 1906 et 1907. Une société basée à Londres, appartenant à un homme nommé Charlie Urban, a envoyé des caméramans pour documenter le voyage des chemins de fer du Bechuanaland jusqu'aux chutes Victoria. Ces caméramans ont capturé un voyage en train à travers le territoire de ce qui est aujourd'hui le Botswana. Par la suite, l'ethnographe autrichien Rudolf Pöch est venu dans ce pays africain pour réaliser une série de courts métrages intégrant le son et la couleur, mettant en vedette un homme de soixante ans nommé Kubi. Neil Parsons considérait Kubi comme la première star de cinéma du Botswana.
En 1912, un homme originaire de Londres appelé W. Butcher a reçu l'autorisation de se rendre dans l'est du Botswana pour enregistrer une marche des régiments Bangwato, qui s'est déroulée à Serowe. Pendant la période allant de la Première Guerre mondiale à la Seconde Guerre mondiale, les films réalisés au Botswana se concentraient principalement sur la production de documentaires mettant en lumière la vie des habitants de la région ouest du pays, ainsi que sur la couverture des événements se déroulant à l'est à travers des actualités.
Il semble que le tout premier réalisateur du Botswana était un certain Molefi Pilane, un chef de tribu local qui aurait filmé des femmes se baignant à l'aide d'une petite caméra. Une femme nommée ''Miss Muichison'' a également réalisé des films d'une durée totale d'environ deux heures, décrivant les activités du Corps des pionniers auxiliaires africains. Deux parties de ces films ont été conservées, et une troisième existe quelque part au Botswana.
Le film Bechuanaland Protectorate a été produit pendant la Seconde Guerre mondiale et relate le retour des soldats de l'APC d'Afrique du Nord après avoir gagné un voyage de retour au Botswana. Le chef tribal Bathoen II est mis en avant dans ce film.
En 1947, le cinéaste du Cap, Bill Lewis, s'est rendu au Botswana pour filmer la visite royale dans une ferme où étaient stationnés les soldats de l'APC. De même, l'Américain Tom Larson a également visité le Botswana à la fin des années 1940 pour réaliser deux documentaires, dont "Rainmakers of the Okavango" sorti en 1948.
En 1950, le Botswana a attiré l'attention des médias du monde entier en raison des complications politiques liées au mariage de Seretse Khama avec Ruth Williams. Au moins 21 articles d'actualité ont couvert ces événements de 1949 à 1956. Le premier article, intitulé "Le domaine africain de Ruth Williams" (British Movietone News, 25 août 1949, 3 minutes), a suscité l'intérêt des cinéphiles britanniques en mentionnant que les buissons épineux entourant les maisons de Serowe servaient de protection contre les lions errants.

## Années 1950 à 1960
En 1948, Seretse Khama, futur premier président du Botswana, a fait sensation en épousant Ruth Williams, une femme blanche d'Angleterre, malgré les lois régionales sur l'apartheid. Cette union a attiré l'attention internationale sur le Botswana et a suscité l'intérêt de plusieurs sociétés de production cinématographique, telles que Paramount Pictures et Universal News, qui ont réalisé des films sur ce couple. Même après leur départ du Botswana pour vivre en exil, des films sur leur histoire ont continué à être produits.
En 1953, Louis Knobel, un résident de Molepolole travaillant pour les services d'information sud-africains, a produit "Remmants of a Dying Race". Ce film de 17 minutes, réalisé sous le nom de la société "Kalahari Films", met en lumière la vie du peuple San vivant dans le désert du Kalahari, une région incluse dans le territoire du Botswana.
En 1957, le cinéaste américain John Marshall a réalisé "The Hunters", un film qui abordait la vie des habitants du Kalahari. De même, l'émission de la BBC "Le monde perdu du Kalahari" a mis en lumière ces mêmes habitants, avec l'animateur sud-africain Laurens van der Post comme vedette.
La célèbre série américaine "Mutual of Omaha's Wild Kingdom" a été filmée à plusieurs reprises au Botswana dans les années 1960.
En 1966, le Botswana a acquis son indépendance, ce qui a entraîné des transformations politiques, sociales et culturelles dans la région. Ces changements ont également eu un impact sur la production et le développement des films dans ce nouveau pays africain.

## Historique
En 1980, John Marshall a réalisé un autre de ses nombreux documentaires sur le Botswana, intitulé "Nǃai, the Story of a ǃKung Woman, qui raconte les difficultés rencontrées par N!ai, une femme Kung, forcée de se marier à l'âge de huit ans avec un guérisseur tribal.
Le film comique "The Gods Must Be Crazy" sorti en 1981 a connu un grand succès international. Il se déroule au Botswana et a donné lieu à une suite officielle ainsi qu'à trois suites non officielles. "The Gods Must Be Crazy II" sorti en 1988 a également remporté un grand succès, propulsant l'acteur namibien Nǃxau ǂToma au rang de star de cinéma. Les deux premiers films ont été réalisés avec la participation de Nǃxau ǂToma. Les trois suites non officielles, "Crazy Safari" (1991), "Crazy in Hong Kong" (1993) et The Gods Must Be Funny In China" (1995), ont été produites par une société de production basée à Hong Kong, Orange Sky Golden Harvest, mais n'ont pas été tournées au Botswana.
Le film Disney Whispers: An Elephant's Tale a été réalisé au Botswana dans les années 2000, mettant en vedette la célèbre actrice hollywoodienne Angela Bassett. En 2009, certaines scènes du film d'action indien en tamoul "Ayan", réalisé par M. Saravanan, ont également été tournées au Botswana.
Thokolosi est une série télévisée dramatique du Botswana diffusée sur BTV en 2006. Elle dépeint le phénomène surnaturel de la sorcellerie dans un village appelé Bobonong. La série a suscité une controverse publique, certains téléspectateurs de Bobonong et d'autres régions l'accusant d'être partiale et insensible à leur culture et leurs croyances. Les créateurs de la série l'ont défendue comme une œuvre d'art créative et pédagogique visant à sensibiliser et à susciter un débat sur la question de la censure,.
En 2007, l'agence de détectives n°1 pour dames a été fondée au Botswana. Ce fut la première production majeure tournée dans ce pays, et le gouvernement a alloué cinq millions de dollars pour soutenir le projet.
Rradijo est une série comique en vidéo du Botswana qui a été diffusée en 2009 et qui met en vedette Radikgang Mandiane dans le rôle principal. Dès son lancement, la série est devenue très populaire, avec un total de 150 000 unités vendues au Botswana et en Afrique du Sud.
La série comique, qui se déroule au Botswana, raconte l'histoire d'un homme âgé qui adore manger et qui déteste être interrompu pendant ses repas. Il se retrouve souvent dans des situations hilarantes avec sa femme Mmadijo, jouée par Boitumelo Serebotswe, et son ami "Phongo", joué par Onkagetse Ofetotse,.
Colors est une série dramatique de 26 épisodes, produite en 2016 et diffusée pour la première fois le 10 octobre 2018. Elle se déroule à Gaborone et à Ramotswa, et traite des thèmes de la toxicomanie, du VIH/SIDA et de la désorientation des jeunes, avec une approche visant à apporter des solutions. L'histoire tourne autour de Tirelo, un jeune homme rejeté par ses amis et sa famille en raison de son manque d'accomplissement dans la vie.
Le film "A United Kingdom", qui a reçu des critiques élogieuses, raconte l'histoire d'amour authentique de Seretse Khama et Ruth Williams. Une partie du tournage s'est déroulée au Botswana et à Londres, en Angleterre, et le film est sorti à l'échelle internationale en 2016.
Le film documentaire African Moot de l'année 2022 a été réalisé au Botswana.
En octobre 2024, le Botswana accueillera le concours de jeu télévisé 2024 Logaga lwa Ditiragalo, qui se traduit par "échange de cultures". Ce concours de quarante jours vise à préserver les pratiques culturelles traditionnelles, à promouvoir le tourisme culturel et à encourager la compréhension et la tolérance entre les différentes ethnies,.

## Compagnies de cinéma
Le Botswana abrite plusieurs entreprises de production cinématographique ainsi que des cinémas, dont New Capitol Cinemas et Gaborone Cine Center.